# Unia Utrechcka Kościołów Starokatolickich
Unia Utrechcka Kościołów Starokatolickich – związek samodzielnych krajowych Kościołów starokatolickich, uznających te same podstawy wiary, te same porządki ustrojowe i liturgiczne, tworzących tym samym wspólnotę Kościołów starokatolickich. Za Kościoły te uznaje się zarówno pojedyncze diecezje, jak i krajowe zrzeszenia diecezji. Kościoły Unii Utrechckiej pozostają w pełnej wspólnocie sakramentalnej (interkomunii), co wymaga jedności dogmatycznej. W zasadzie Kościoły Unii Utrechckiej powinny mieć również taką samą organizację kościelną, lecz tu wspólnota została zerwana na skutek sporu wokół ordynacji kobiet. Unia Utrechcka nie jest tworem prawnym, ani tym bardziej organizacją międzynarodową. 

## Historia
Unia Utrechcka powstała w wyniku podpisania Konwencji Utrechckiej 24.09.1889 przez biskupów starokatolickich Kościołów Holandii, Szwajcarii i Niemiec w Utrechcie. Jeszcze w tym samym roku przystąpił do Unii starokatolicki Kościół Austrii. W 1897 przystąpił do Unii Reformowany Kościół Polski w Chicago, w 1907 powstały Polski Narodowy Kościół Katolicki z ośrodkiem w Scranton, w 1909 Starokatolicki Kościół Mariawitów (wykluczony w 1924, od 1928 ma status obserwatora). Po upadku Cesarstwa Austrii z jednolitego starokatolickiego Kościoła Austrii wydzieliły się Kościoły Czechosłowacji i Jugosławii, przyjęte do Unii w 1924. W 1959 do Unii przyjęto Kościół Polskokatolicki. Ostatnio w roku 2000 do Unii przyjęto Starokatolicki Kościół Słowacji, wyodrębniony po podziale Czechosłowacji. Jednak na skutek wzmiankowanego sporu wokół udzielania błogosławieństwa parom homoseksualnym oraz ordynacji kobiet w 2003 Kościół słowacki i PNKK opuściły Unię.

## Działania statutowe
Dokumentem statuującym Unię Utrechcką jest Konwencja Utrechcka, w skład której pierwotnie wchodziły Deklaracja Utrechcka, Umowa i Regulamin. Deklaracja Utrechcka zawiera podstawy dogmatyki starokatolickiej, wspólnej dla wszystkich Kościołów członkowskich. Jest to dokument fundamentalny dla całego starokatolicyzmu, do dziś nie zmieniony. Umowa stanowiła wspólne oświadczenie biskupów o pełni wspólnoty kościelnej między ich Kościołami, zaś Regulamin zajmował się techniczną stroną funkcjonowania wspólnoty starokatolickiej. Oba te dokumenty zostały na Konferencji we Wrocławiu 25 maja 2000 zastąpione przez Statut Biskupów Starokatolickich Zjednoczonych w Unii Utrechckiej. 
Ciałem przewodzącym Unii jest Międzynarodowa Konferencja Biskupów Starokatolickich (MKBS), w skład której wchodzą biskupi poszczególnych Kościołów członkowskich. Konferencji przewodniczy aktualnie arcybiskup Utrechtu ks. Joris Vercammen. Działanie konferencji reguluje Statut. Z mocy tego statutu biskupi Kościołów członkowskich Unii są obowiązani uzgadniać wszelkie posunięcia w sferze dogmatyki i dyscypliny kościelnej oraz informować się o praktyce duszpasterskiej. Biskupi Kościołów Unii konsekrują się nawzajem, natomiast konsekracja biskupa Kościoła spoza Unii wymaga zgody Konferencji. Konferencja zbiera się co najmniej raz do roku.
Unia Utrechcka organizuje Międzynarodowe Kongresy Starokatolików, które odbywają się co cztery lata. Kongresy są spotkaniami wiernych, nie mają prawa podejmowania uchwał w sprawach dogmatycznych, służą wyłącznie zacieśnieniu kontaktów między starokatolikami. Prowadzeniem Kongresów zajmuje się Stały Komitet Kongresu. 
Od 1892 Unia Utrechcka wydaje wspólne starokatolickie pismo teologiczne Międzynarodowe czasopismo kościelne (Internationale Kirchliche Zeitschrift), a od 1959 prowadzi Starokatolicką Międzynarodową Służbę Informacyjną (Altkatholische Internationale Informationsdienst) z siedzibą w Mannheimie. 
Od 1950 Unia organizuje Międzynarodowe Konferencje Teologów Starokatolickich, służące „pogłębianiu wspólnych podstaw wiary Kościoła starokatolickiego w konfrontacji z tendencjami współczesnej teologii”.
Do Unii afiliowane są również Międzynarodowa Organizacja Młodzieży Starokatolickiej i Międzynarodowe Forum Świeckich.

## Deklaracja Utrechcka Biskupów Kościołów Starokatolickich
In nomine ss. Trinitatis.
(W Imię Trójcy Przenajświętszej).
Johannes Heykamp, Arcybiskup Utrechtu,
Casparus Johannes Rinkel, Biskup Haarlemu, 
Cornelius Diependaal, Biskup Deventuru,
Joseph Hubert Reinkens, Biskup Kościoła Starokatolickiego Niemiec,
Eduard Herzog, Biskup Kościoła Chrześcijańskokatolickiego Szwajcarii,
zebrani po wezwaniu Ducha Świętego, dwudziestego czwartego września tysiąc osiemset osiemdziesiątego dziewiątego roku w mieszkaniu arcybiskupim w Utrechcie, ogłaszają następującą deklarację do Kościoła katolickiego.
Zebrani na naradę, zaproszeni przez współpodpisanego niżej Arcybiskupa Utrechtu uchwaliliśmy odtąd zbierać się od czasu celem omówienia wspólnych problemów, przy udziale naszych pomocników, radców i teologów.
Uznaliśmy za stosowne, by na tym pierwszym spotkaniu krótko zebrać we wspólnej Deklaracji zasady kościelne, według których dotychczas sprawowaliśmy nasz Urząd Biskupi, i według których będziemy sprawować go w przyszłości, a które mieliśmy sposobność wielokrotnie prezentować w indywidualnych oświadczeniach.
1. Zachowujemy starokościelną zasadę, wypowiedzianą przez św. Wincentego z Lerynu w zdaniu:
 Id teneamus, quod ubique, quod semper, quod ab omnibus creditum est; hoc est etenim vere proprieque catholicum (Trzymamy się tego, co wszędzie, co zawsze, co przez wszystkich było wyznawane, to jest bowiem prawdziwie i rzeczywiście katolickie).
Dlatego zachowujemy wiarę starego Kościoła tak, jak wyrażona ona została w ekumenicznych Symbolach i w powszechnie uznanych dogmatycznych orzeczeniach Soborów ekumenicznych niepodzielonego Kościoła pierwszego tysiąclecia.
2. Odrzucamy watykańskie dekrety z 18 lipca 1870 roku o nieomylności i uniwersalnej jurysdykcji, czyli kościelnej wszechwładzy papieża rzymskiego, gdyż są one sprzeczne z wiarą starego Kościoła i burzą ustrój starokościelny. Nie przeszkadza nam to jednak w uznaniu historycznego prymatu, tak jak kilka Soborów ekumenicznych i Ojcowie starego Kościoła przyznawali go biskupowi Rzymu jako primus inter pares za zgodą całego Kościoła pierwszego tysiąclecia.
3. Odrzucamy też, jako nieuzasadnioną w Piśmie Świętym i Tradycji pierwszych stuleci, deklarację Piusa IX z 1854 roku o Niepokalanym Poczęciu Maryi.
4. Jeśli idzie o inne dekrety dogmatyczne, wydane w ostatnich stuleciach przez biskupa rzymskiego - bulle Unigenitus, Auctorem fidei, Syllabus z 1864 roku itd. - odrzucamy je o tyle, o ile są one sprzeczne z nauką starego Kościoła; nie uznajemy ich miarodajności. Odnawiamy ponadto wszystkie te protesty, które już dawniej podniósł wobec Rzymu Kościół Starokatolicki Holandii.
5. Nie uznajemy orzeczeń Soboru Trydenckiego dotyczących dyscypliny, a orzeczenia dogmatyczne uznajemy tylko o tyle, o ile są one zgodne z nauką starego Kościoła.
6. Zważywszy fakt, że Eucharystia św. w Kościele katolickim od dawna stanowi prawdziwy ośrodek służby Bożej, uważamy za swój obowiązek oświadczyć również, że zachowujemy wiernie w nienaruszonej formie starą katolicką wiarę w Najświętszy Sakrament Ołtarza, wierząc, że pod postaciami chleba i wina przyjmujemy Ciało i Krew naszego Pana, Jezusa Chrystusa. Sprawowanie Eucharystii w Kościele nie jest ciągłym powtarzaniem czy odnawianiem Ofiary pojednania, jaką Chrystus złożył na krzyżu raz na zawsze. Jej ofiarny charakter polega na tym, że stanowi trwałą pamiątkę tej Ofiary i jest dokonującym się tu na ziemi realnym uobecnieniem tej jedynej Ofiary Chrystusa, poniesionej dla zbawienia odkupionej ludzkości, która według Hbr 9, 11-12 składana jest nieustannie przez Chrystusa w niebie, gdzie sam Chrystus wstawia się za nami przed obliczem Boga (Hbr 9, 24).
Eucharystia, posiadając taki właśnie charakter w odniesieniu do Ofiary Chrystusa, jest jednocześnie uświęconą ucztą ofiarną, podczas której wierni, przyjmując Ciało i Krew Pana, wchodzą ze sobą w społeczność (1 Kor 10,17).
7. Mamy nadzieję, że dzięki wysiłkom teologów i w oparciu o wiarę niepodzielonego Kościoła uda się osiągnąć porozumienie w sprawie różnic powstałych od czasów rozłamów kościelnych. Wzywamy podległych naszemu kierownictwu duchownych, aby w głoszeniu Słowa i w nauczaniu w pierwszym rzędzie podkreślali istotne prawdy wiary chrześcijańskiej, wyznawane wspólnie przez rozdzielone kościelnie wyznania; przy omawianiu zaś istniejących jeszcze sprzeczności należy starannie unikać wszelkiego naruszania zasad prawdy i miłości, a członków naszych wspólnot, za pomocą słowa i przykładu, należy tak pouczać, aby wobec inaczej wierzących zachowywali się zgodnie z duchem Jezusa Chrystusa, który jest Zbawicielem nas wszystkich.
8. Wierzymy, że przez wierne zachowywanie nauki Jezusa Chrystusa, odrzucając różne błędy spowodowane winą ludzi, wszelkie nadużycia kościelne i dążenia hierarchiczne - najskuteczniej przeciwdziałamy niewierze i obojętności religijnej, które są najgorszym złem naszej epoki.
Ogłoszono w Utrechcie, dnia 24 września 1889 roku.
Johannes Heykamp
Casparus Johannes Rinkel
Cornelius Diependaal
Joseph Hubert Reinkens
Eduard Herzog

## Ekumenizm
Unia Utrechcka prowadzi dialog ekumeniczny z Kościołami protestanckimi. Od 1966 poszczególne Kościoły członkowskie prowadzą dialog ekumeniczny z Kościołem rzymskokatolickim. Niepowodzeniem zakończyły się próby doprowadzenia do interkomunii z cerkwią prawosławną. 
Od 1931 r. istnieje pomiędzy Kościołami Starokatolickimi Unii Utrechckiej, a Wspólnotą Anglikańską pełna interkomunia, wyrażająca się w obustronnym uznaniu ważności święceń kapłańskich (diakonatu, prezbiteriatu i episkopatu) oraz wspólnej celebracji liturgii. Podobna interkomunia istnieje też między Kościołami starokatolickimi Unii Utrechckiej, a Niezależnym Kościołem Filipińskim, Kościołem Starokatolickim Mariawitów i Kościołem Szwecji.